# Harald Selmer
Harald Selmer (18. marts 1814 i Vejle – 17. november 1879 på Frederiksberg) var en dansk læge og pionér indenfor psykiatrien.

## Baggrund
Han tog lægeeksamen i 1838, og fungerede fra 1839-41 som lægekandidat ved Sankt Hans Hospital ved Roskilde og fordybede sig i denne stilling i alle psykiatriens den gang særlig brændende teoretiske og praktiske spørgsmål samt fik et åbent øje for fagets forsømte og stagnerende tilstand i Danmark. I 1841 udgav han et skrift, Om Psykiatriens Tilstand i Danmark med særligt Hensyn til St. Hans Hospital paa Bistrupgaard, hvori han anslog en skarp polemisk-kritisk tone og ved sin personlige aggressive optræden mod den daværende ledelse af St. Hans Hospital og dets skattede overlæge A.W. Th. Gøricke vakte stærk misstemning og fremkaldte en litterær Fejde, i hvilken Selmer uden at give køb fastholdt sit standpunkt. En kort tid virkede han derpå som læge i Stege (1841) og i nogle år (1841-46) på Nørlund ved Aalborg, hvor han 1842 indgik ægteskab med Julie Frederikke Bodenhoff. Han var fremdeles stærkt optaget af sit specielle fag og udgav 1842 Om Sindssygdomme og andre sygelige Sjæletilstande, der hovedsagelig var en oversættelse af den højt ansete engelske sindssygelæge James Cowles Prichard værk.

## Planlægningen af Jydske Asyl
1846 øgedes agitationen for sindssygevæsenets forbedring, der også var rejst af Jens Rasmussen Hübertz, og det unge reformivrige lægeselskab «Filiatrien» indsendte et andragende derom til Østifternes Provinsialstænder. Dets meget kølige modtagelse foranledigede selskabet til at henvende sig til offentligheden og overdrog Selmer udarbejdelsen af et populært skrift om sagen, hvilket under titlen Almindelige Grundsætninger for Daarevæsenets Indretning, som fast Resultat af Videnskab og Erfaring fremstillet for et større Publikum, blev udgivet 1846 af Selskabet for Trykkefrihedens rette Brug. Heri
gør han med skarphed og vægt gældende, at det danske sindssygevæsen hidtil kun har taget hensyn til de ikke-afsindige, men derimod ikke til de syge. Dette skrift slog stærkt igennem; regeringen tog nu skridt til anlæggelse af en tidssvarende "Helbredelsesanstalt for Sindssyge i Nørrejylland". Selmer, der i 1846 var flyttet til København for at overtage redaktionen af Bibliothek for Læger og ved sin journalistiske dygtighed hurtig bragte dette stagnerende tidsskrift til anseelse og aktuel betydning, blev 1847 ved kongeligt kommissorium lægekyndigt medlem af Bygningskommissionen for den projekterede Anstalt og lagde som sådan hele planen for dens opførelse og indretning. 1847-48 foretog han med offentlig understøttelse en udenlandsrejse for at gøre sig bekendt med de bedste europæiske anstalter. 1851 blev han endvidere medlem af en kommission til gennemførelse af den reorganisering af Sct. Hans Hospital, for hvilken han for længst havde virket, og var også her den energiske, bærende kraft. Midt under al denne optagethed fik han dog tid til udarbejdelse af et større personalhistorisk skrift: Den danske Lægestand (1850; 2. udgave 1852).

## Leder af Jydske Asyl
Han var nu for længst kommet bort fra sit oprindelige agitatorisk-kritiske stade i reformarbejdet og over til det sværere og positivt opbyggende, og han viste sig her som en god organisator. Anstalten, der byggedes i Risskov Krat ved Aarhus, blev en mønsteranstalt, og da den i 1852 var færdig, og han udnævntes til dens overlæge, vandt han en velbegrundet anerkendelse i denne ansvarsfulde praktiske stilling. Med rette betragtedes han fra alle sider som psykiatriens virkelige banebryder herhjemme.
Han fortsatte som overlæge til han i 1878 måtte trække sig på grund af svagelighed, men han udgav derefter et betydeligt skrift: Statistiske Meddelelser og Undersøgelser fra Sindssygeasylet ved Aarhus i dets første 25 Aar, 1852-77 (1879). I 1856 havde han fået professortitlen, 1859 Ridderkorset, 1877 det medicinske æresdoktordiplom fra Uppsala i anledning af dette universitets jubelfest. Ved sin afskedigelse udnævntes han til etatsråd. 17. december 1879 døde han på Frederiksberg, hvor han da boede, men han blev begravet på kirkegården på Psykiatrisk Hospital i Risskov.
Der findes et portrætmaleri af Selmer udført af Carl Bloch 1877 (Psykiatrisk Hospital Risskov), efter dette litografi. Relief på gravstenen.